# Marius Paré
Pour les articles homonymes, voir Paré.
Marius Paré  est le sixième évêque du diocèse de Chicoutimi. Il a succédé à Georges-Arthur Melançon en 1961 et il est demeuré en poste jusqu'en 1979.

## Biographie

### Famille
Marius Paré est né à Saint-Thomas de Montmagny dans la région de Chaudière-Appalaches le 22 mai 1903. Il est le fils de Joseph Paré, forgeron et de Lucie Boulet. Il a été baptisé le 22 mai 1903, le jour de sa naissance, par l’abbé Isaïe Galerneau. Son parrain était Lucien Fournier et sa marraine Maria Gaudreau. Il a fait sa confirmation le 28 avril 1912 à Saint-Thomas de Montmagny. 
La famille Paré se compose de 13 enfants (4 filles et 9 garçons dont 3 sont décédés en bas âge) .

### Études
Il a terminé le premier cycle de ses études au collège Sacré-Cœur de Montmagny. À l’âge de 12 ans, il entreprend des études classiques au Collège de Sainte-Anne-de-la-Pocatière (1915-1923). Il était pensionnaire du collège. En 1923, il commence sa formation en théologie au Grand Séminaire de Québec (1923-1924) puis, il continue au Collège de Sainte-Anne-de-la-Pocatière (1924-1927) . 

### Ordination
Il a été ordonné prêtre dans sa paroisse natale à l’église Saint-Thomas à Montmagny le 3 juillet 1927 par Joseph-Simon-Herman Brunault, évêque de Nicolet. Marius Paré a fait sa première messe personnelle le 4 juillet 1927 à Montmagny. En tant que prêtre, Marius Paré était sous la juridiction du diocèse de Québec de 1927 à 1951 puis il a été transféré au nouveau diocèse de Sainte-Anne-de-la-Pocatière de 1951 à 1956.

### Profession, nominations et réalisations

#### Collège de Sainte-Anne-de-la-Pocatière
Il a servi au Collège de Sainte-Anne-de-la-Pocatière de juillet 1927 au 26 avril 1956. Il a occupé plusieurs postes tels que surveillant des élèves de la grande salle, premier maître de salle au cours classique (1927-1928/1931-1933), professeur de langues anciennes, d’histoire (histoire universelle et contemporaine, du Canada et de l’Église) et de religion (juin 1933 à juin 1946), directeurs des élèves (1933 à 1946), directeur spirituel, prédicateur et conseiller moral auprès des associations étudiantes (juin 1946 à juin 1952), archiviste (1952-1956), supérieur du collège (juin 1952 au 7 février 1956), supérieurs des Écoles supérieures d’agriculture et des Pêcheries de Sainte-Anne-de-la-Pocatière (1952 à 1956) et responsable des Externats classiques de Rivière-du-Loup (1952 à 1956) ainsi que l’Externat classique de Montmagny (1954-1956). Il a également été directeur de la Congrégation de la Sainte-Vierge (1950 à 1956) et aumônier fondateur du Cercle Lacordaire local (1947-1952). En plus des nombreuses fonctions et tâches qu’il occupait, Marius Paré prêchait et animait aussi des retraites et des conférences. Il a consacré la majeure partie de sa vie sacerdotale et de son apostolat à la formation et à l’instruction des jeunes ainsi qu’à la culture de la vocation sacerdotale et religieuse au Collège de Sainte-Anne-de-la-Pocatière.
Marius Paré a été membre du Conseil de la Faculté des arts de l’Université Laval à partir de mai 1953 et de l’Exécutif à partir de septembre 1954. Il a également été parmi les directeurs fondateurs de la Fédération des Collèges classiques de la province de Québec au Cap-de-la-Madeleine le 8 juin 1953.
Il a été nommé prélat domestique de Sa Sainteté le Pape Pie XII le 16 juillet 1953 et chanoine titulaire du Chapitre de la Cathédrale de Sainte-Anne-de-la-Pocatière, le 23 décembre 1954. En tant que membre du Chapitre de la Cathédrale, il était responsable des conférences théologiques, des prédications (retraites de vocation, retraites au clergé) et de la direction spirituelle. Il devient vicaire général de l’évêque de Sainte-Anne-de-la-Pocatière le 27 décembre 1955 avant d'être nommé évêque titulaire d'Égée (de) et auxiliaire de Georges-Arthur Melançon, évêque de Chicoutimi, le 7 février 1956.

#### Diocèse de Chicoutimi

##### Évêque titulaire d’Égée et auxiliaire (1956-1961)
Marius Paré est arrivé à l’évêché de Chicoutimi le 26 avril 1956 accompagné de Léon Maurice, le vicaire général de George-Arthur Melançon. Il a été sacré évêque auxiliaire par son confrère du Grand Séminaire de Québec, Maurice Roy, archevêque de Québec et Primat de l’Église canadienne, le 1er mai 1956 dans la cathédrale de Chicoutimi. Il était assisté par Georges-Léon Pelletier, évêque de Trois-Rivières et de Bruno Desrochers, évêque de Sainte-Anne-de-la-Pocatière. Dans une entrevue accordée par Marius Paré pour son 65e anniversaire d’ordination sacerdotale, il a mentionné que son sacre épiscopal a été l’évènement le plus impressionnant de sa vie. Aussitôt ordonné, Marius Paré a pris en charge les tâches qu’il lui était assigné. Le 5 mai 1956, il a été nommé vicaire général. Sous l’approbation de Georges-Arthur Melançon, il a participé à la fondation du Séminaire Marie-Reine-du-Clergé de Saint-Jérôme, situé à Métabetchouan-Lac-à-la-Croix au Lac-Saint-Jean. Il a été le premier supérieur de cette institution de juillet 1956 à juin 1961. Il a également été directeur général de la campagne de souscription organisée en vue d’un réaménagement du Grand Séminaire de Chicoutimi et de l’épanouissement d’autres œuvres de recrutement et de formation du clergé diocésain. 
Marius Paré avait un réel intérêt pour le développement de la vocation. Il a continué de travailler dans cette voie au diocèse de Chicoutimi. Il a été prédicateur des retraites sacerdotales et pastorales pour les prêtres du diocèse de Chicoutimi du 20 au 31 août 1956. Il a été directeur ainsi que président de l’Office diocésain des Vocations de juin 1957 à juin 1965. Au cours de l’année 1958, Marius Paré a participé à l’organisation d’une formation de chorales paroissiales et de maîtres de chapelle en collaboration avec l’Action musicale liturgique. Marius Paré a été délégué de  Georges Melançon à Rome du 22 février au 24 mars 1959 lors de la visite Ad Limina. Il a rencontré le Pape Jean XXIII lors d’une audience privée à Rome. 
Il fut nommé évêque coadjuteur sedi datus le 6 février 1960. Ce qui signifie que Marius Paré a un droit de succession immédiat sur le siège de l’évêque. En juillet 1960, il a accueilli au sein du diocèse deux communautés religieuses, les Pères du Sacré-Cœur, à Saint-Jérôme et les Pères Maristes, à Chicoutimi.

##### Évêque (1961-1979)
Marius a été nommé sixième évêque de Chicoutimi le 18 février 1961 en remplacement de Georges-Arthur Melançon. Il a pris possession de son siège le jour même de sa nomination, en présence de son Chapitre. Sa nomination en tant que coadjuteur lui a permis de faire la transition sans interruption entre ses deux épiscopats. Il demeura en poste jusqu'au 5 avril 1979 et son successeur sera Jean-Guy Couture.
Dans le cadre de l'affaire Paul-André Harvey et diocèse de Chicoutimi. Le prêtre Paul-André Harvey est condamné en 2015 à six ans de prison pour des agressions sexuelles de 39 enfants et d'une jeune femmes entre 1963 et 1987. Le prêtre accuse l’Église catholique d’avoir couvert ses agissements de pédophile : « Dès les premières infractions, mon évêque m’a alors convoqué à son bureau à la suite d’une plainte reçue. Je lui ai fait part de mes difficultés et lui ai avoué mon besoin d’aide(…) Lorsqu’une plainte lui parvenait, il me changeait de paroisse, pensant ainsi résoudre mon problème affectif. Il n’en était rien. Je récidivais ». En 1965, l’évêque du diocèse de Chicoutimi est Marius Paré, puis Jean-Guy Couture lui succède d’avril 1979 à juin 2004. Le diocèse de Chicoutimi réfute ces accusations et indique qu'il n'avait pas connaissance de ces agressions sexuelles. En vingt ans, Paul-André Harvey a changé douze fois de paroisse
.

##### Vocation, éducation
Au cours de son mandat d’évêque, Marius Paré a réalisé beaucoup de choses et s’est impliqué dans divers comités et associations. Il a consacré une partie de son temps à la vocation et à l’éducation. Il s’est complètement investi dans ses tâches d’évêque. De mai 1956 à mai 1979, il a ordonné 115 prêtres pour le diocèse de Chicoutimi. Il a également fondé 4 paroisses : Sainte-Claire, à Chicoutimi-Nord (7 octobre 1961), Saint-Jean-de-la-Croix, à Dolbeau (20 août 1962), Notre-Dame-de-Grâce, à Chicoutimi (20 août 1965) et Notre-Dame-de-la-Baie, à Port-Alfred (10 mars 1967). Marius Paré a beaucoup travaillé pour tenter de faire perdurer les mœurs et les croyances catholiques au sein de la société en pleine révolution culturelle. Pour essayer de rejoindre la population, il a animé 23 émissions télévisées du programme Aujourd’hui l’Église au poste CJPM-TV de Chicoutimi du 23 avril au 24 septembre 1966 ainsi qu’une émission hebdomadaire intitulée Dialogue avec votre évêque télévisée au poste CKRS-TV de Jonquière (septembre 1970 à avril 1971) .

##### Organisation diocésaine (pastorale)
Jusqu’à la fin de son mandat, Marius Paré a essayé de réorganiser les infrastructures administratives diocésaines pour les mettre à jour avec les nouvelles réalités sociales. Il a fondé ou réadapté selon les besoins, la pastorale, les commissions et les offices diocésains. Il a mis sur pied l’Adoration nocturne et l’Association des servants de l’autel au diocèse de Chicoutimi (1961-1962).
À partir de juin 1965, il est devenu président du Centre diocésain de la pastorale des Vocations et il a également accepté la charge de conseiller-moral auprès du Conseil diocésain de la Société de Saint-Vincent-de-Paul (juillet 1965 à 1995). 
Il a pris l’initiative de la construction sous la Cathédrale de Chicoutimi d’une nouvelle crypte funéraire destinée aux évêques du diocèse (octobre 1965 à mars 1966) et obtenu du Grand Séminaire de Chicoutimi nouvellement installé sur la rue Chabanel un espace discret pour la sépulture des prêtres. Il a aussi appuyé de son autorité une souscription en vue de l’acquisition d’un immeuble pour loger le Centre diocésain de l’Action catholique. Il a présidé personnellement dans sa cathédrale à toutes les célébrations dominicales du Jubilé extraordinaire de l’après-concile (1er janvier au 29 mai 1966).
En 1975, il a créé la Commission diocésaine de recherche pastorale (Commission Pedneault) dont le président fut Roch Pedneault. Il a également mis en place à l’aide de  Jean-Guy Couture, au cours de l’année 1979, un service d’accueil et de consultation pour la famille et plus spécialement la femme en difficulté. Ce service sera officiellement inauguré le 15 janvier 1981 sous le nom de COFAVIE (couple-famille-vie) au Séminaire de Chicoutimi.

##### Mission
Le rôle des missionnaires touchait beaucoup  Marius Paré, car ils travaillaient au développement de la vocation. Il a correspondu tout au long de sa vie avec des gens qui étaient installés dans divers pays. Il a établi dans son diocèse, les Grandes Missions régionales (1962), fondé la Mission du diocèse de Chicoutimi en Amérique Latine (au Chili) où 18 missionnaires, prêtres diocésains, religieuses du Bon-Conseil et membres de l’institut des Notre-Dame et quelques laïcs ont porté secours aux diocèses de Santiago, Temuco et Chillan (Lettres pastorales du 15 octobre 1963). Il a accepté au diocèse de Chicoutimi les Pères blancs qui sont des Missionnaires d’Afrique (1962), la Congrégation de la Fraternité sacerdotale (1965), et les Sœurs des Sacrés-Cœurs et de l’Adoration perpétuelle (1965). Il a donné la bénédiction abbatiale au Dom Marie-Damase Ladouceur, 3e abbé de Mistassini le 26 janvier 1966, au Dom Armand Veilleux, 4e abbé du même monastère le 8 décembre 1969 et au Dom Armand Belcourt, 5e abbé le 3 juin 1976. 
Marius Paré était dévoué à son église. Cela l’a amené à s’impliquer dans plusieurs activités ou associations autant au niveau québécois, canadien et universel à Rome.

#### Église du Québec
Au niveau de l’Église du Québec, Marius Paré a assumé plusieurs responsabilités telles qu’évêque répondant pour les questions du Clergé (ou secrétaire de la Commission épiscopale du Clergé dépendamment des sources) (1956-1965), président de la commission épiscopale qui devient le Comité épiscopal du clergé, des séminaires et des vocations (1965-1974), membre du Comité mixte de l’épiscopat et des supérieurs majeurs (1971-1972) et membre du Comité exécutif de l’Assemblée des évêques du Québec (1972-1976). Le 10 décembre 1972, il entrait dans l’Ordre des Chevaliers de Colomb pour marquer son appréciation des services rendus par l’Ordre à l’Église au Québec.

#### Église canadienne
Au niveau de l’Église canadienne, il a également assumé quelques responsabilités telles qu’évêque-ponent au Centre national canadien des Vocations ecclésiastiques (octobre 1961), office intégré de la Conférence catholique canadienne (C.C.C.) et à ce titre, délégué par l’épiscopat canadien de la langue française au Congrès international des Vocations ecclésiastiques qui eut lieu à Rome du 22 au 26 mai 1962, où il donne une conférence sur La Collaboration de la famille à l’apostolat pour les vocations sacerdotales et religieuses. Cette conférence a été publiée en tract. Par la suite, il a été élu président en 1966, de la Commission épiscopale nationale du clergé, des séminaires et des vocations secteur français, un autre organisme de la Conférence catholique canadienne.

#### Église universelle
Marius Paré a fait plusieurs voyages à Rome au cours de son mandat d’évêque, entre autres pour la visite Ad Limina que tout évêque doit faire pour rendre compte de son administration et aussi au temps du Concile où il fut membre de la Commission de l’éducation. L’abbé Cyrille Couture l’a souvent accompagné lors de ses déplacements. Il a participé aux quatre sessions du Concile œcuménique Vatican II (11 octobre au 8 décembre 1962, 29 septembre au 4 décembre 1963, 4 septembre au 21 novembre 1964 et 14 septembre au 8 décembre 1965) au cours desquelles il a adressé 27 lettres diocésaines.
Lors de la première session du Concile, en octobre 1962, il a été élu membre de la Commission conciliaire pour les Séminaires, les Études et les Écoles catholiques. À ce titre, il participera à deux réunions spéciales de cette Commission à Rome du 17 février au 3 mars 1963 et y retourne pour la rencontre du 18 avril au 2 mai 1965.
Le 3 janvier 1966, Mgr Marius Paré est nommé membre de la Commission de l’éducation chrétienne l’une des cinq Commissions postconciliaires créées en vue d’étudier et de préparer les décrets par lesquels les nouvelles dispositions du concile Vatican II prendront effet. Il assiste à la rencontre de cette Commission qui se tient à Rome du 17 au 23 février 1966.
En mai 1968, il a été nommé consulteur auprès de la Sacrée Congrégation de l’enseignement catholique. En tant que délégué de la Conférence catholique canadienne, il assiste à Rome à une session spéciale organisée par la Sacrée Congrégation pour l’Éducation catholique en vue de la rédaction d’une Ratio Fundamentalite Institutionis sacerdotalis pour les grands Séminaires du 22 au 28 mars 1969. Par une lettre en date du 11 avril 1978, cette Congrégation remercie officiellement Marius Paré pour la collaboration qu’il a apportée au sein du groupe.
Le 8 septembre 1973, Marius Paré participe à une cérémonie d’investiture à Québec présidée par le cardinal Maximilien de Fürstenberg, préfet de la Congrégation des Églises orientales, et le nomme Chevalier Grand-Croix du Mérite de l’Ordre équestre du Saint-Sépulcre de Jérusalem (Lieutenance du Canada-Québec). Cet ordre est composé de catholiques reconnus par le Saint-Siège et qui œuvrent pour aider les communautés chrétiennes installées en Terre sainte. C’est pour remercier Marius Paré de son implication pour les missionnaires et les vocations.

#### Fin de mandat
Marius Paré a donné sa démission un an plus tôt conformément à la volonté du Pape Paul VI, recommandant à tout évêque de 75 ans de donner sa démission. Celle-ci a été acceptée par le Saint-Père le 5 avril 1979. Le jour même,  Marius Paré a adressé une dernière lettre à ses diocésains et diocésaines pour annoncer officiellement qu’il quitte la direction du diocèse de Chicoutimi. Le 1er mai 1979 à la cathédrale de Chicoutimi, il y a un grand rassemblement pour une liturgie d’Action de grâce et pour souligner le départ de  Marius Paré. Malgré l’annonce de sa retraite, Marius Paré accepte d’être conseiller-moral pour l’association de la Légion de Marie en novembre 1979.

### Écrits et publications
Marius Paré aimait l’histoire, la recherche et la lecture. Au cours de sa vie professionnelle, il a écrit de nombreux textes (lettres pastorales, mandements, circulaires, communiqués, textes de circonstance, conférences, homélies, etc.). Il a fait éditer les tomes XVII, XVIII, XIX et XX des Mandements des Évêques de Chicoutimi, volumes d’environ 650 pages chacun, qui contiennent la plupart de ses messages et ses communications adressés aux fidèles, aux communautés religieuses et au clergé du diocèse de Chicoutimi.
Il y a des textes qui ont été imprimés en forme de brochures dont certaines ont été diffusées à plusieurs milliers d’exemplaires. Voici les principales :
- PARÉ, Marius. Le plan de vie, la persévérance et le progrès, prêtres et victime, édité à l’imprimerie Franciscaine Missionnaire, 388 est, Grande-Allée, Québec en 1961 et en 1963 pour la troisième édition. Ce sont des réflexions préparées à l’intention de prêtres participant aux exercices spirituels de Saint-Ignace.
- PARÉ, Marius. La collaboration de la famille à l’apostolat des vocations sacerdotales et religieuses, 1963 ;
- PARÉ, Marius. Obligation grave de promouvoir les vocations ecclésiastiques, édité par les soins du Centre de la Pastorale des vocations du diocèse de Chicoutimi en mars 1966 ;
- PARÉ, Marius. Relazionne sulla situazione delle vocazioni in Canada, un extrait de la revue Seminarium, numéro 2 en 1967 ;
- PARÉ, Marius. Lettre circulaire sur l’avortement aux catholiques du diocèse de Chicoutimi, 1er décembre 1972. Cette brochure a été traduite en langue anglaise sous le titre Newsletter concerning abortion to the Catholics of the Diocese of Chicoutimi.

Il a écrit également de nombreux articles de revues et de journaux ainsi que quelques préfaces de volumes, de brochures, de programmes de congrès, etc., au fil des années.
Les jours de retraite de Marius Paré ont été occupés à la rédaction de l’histoire religieuse du diocèse de Chicoutimi des origines jusqu’à 1903, histoire racontée en 4 tomes dont le dernier est sorti des presses en août 2000. Cette série est sa plus grande réalisation :
- PARÉ, Marius. L’Église au Diocèse de Chicoutimi – Tome 1 –  Germination et Formation (1535 à 1888), Chicoutimi, 1983, 579 pages.
- PARÉ, Marius. L’Église au Diocèse de Chicoutimi – Tome 2 – 1888 à 1892, Chicoutimi, 1987, 332 pages.
- PARÉ, Marius. L’Église au Diocèse de Chicoutimi – Tome 3 –  Les institutions (1892 à 1903), Chicoutimi, 1991, 461 pages
- PARÉ, Marius. L’Église au Diocèse de Chicoutimi – Tome 4 –  Les Relations extérieures (1892 à 1903), Chicoutimi, 2000, 681 pages.

### Fin de vie
Le 19 mai 1979, Marius Paré  quitte définitivement l’évêché pour aller résider avec les prêtres retraités à la Maison mère des Sœurs Antoniennes de Marie où l’aile réservée aux prêtres deviendra en janvier 1990 la Résidence Paré. À l’âge de 88 ans (65e anniversaire de sacerdoce), il vit depuis 13 ans avec une douzaine de prêtres à la retraite chez les Sœurs Antoniennes de Marie. Il travaille avec le Conseil central diocésain de la Société Saint-Vincent de Paul et avec l’Exécutif de la Légion de Marie, section diocésaine. Il continue la rédaction du 4e tome de l’Histoire du Diocèse. La santé de Marius Paré a été relativement stable jusqu’à la fin de sa vie. Par contre, lors des déplacements extérieurs, il devait être prudent, car il était moins habile dans ses mouvements. En 1981, il avait quelques problèmes aux yeux. Il avait également un problème de surdité. Les membres de sa famille préféraient lui écrire, car Marius Paré avait de la difficulté à les entendre au téléphone.
Marius Paré est décédé le 16 février 2002 à l’âge de 98 ans et 8 mois naturellement. Les funérailles ont eu lieu le 21 février 2002 à la cathédrale de Chicoutimi. Son corps repose dans la crypte des Évêques de Chicoutimi au sous-sol de la Cathédrale.

## Sources archivistiques
- Archives de l'Évêché de Chicoutimi, P50- Fonds d’archives Marius Paré
- Archives de la Paroisse St-Thomas de Montmagny, Registres
- Archives de l'archidiocèse de Québec
- Archives du diocèse de Ste-Anne-de-la-Pocatière
- Quelques dossiers entreposés à Bibliothèque et archives nationales du Québec à Saguenay
- Quelques dossiers entreposés à la Société historique du Saguenay